# Phidotricha agriperda
Phidotricha agriperda är en fjärilsart som beskrevs av Dyar 1925. Phidotricha agriperda ingår i släktet Phidotricha och familjen mott. Inga underarter finns listade i Catalogue of Life.